# Asioreas
Genre
Asioreas est un genre d'insectes diptères nématocères de la famille des Blephariceridae.

## Liste des espèces
Selon GBIF (22 juin 2023) :
- Asioreas altaica (Brodsky, 1954)
- Asioreas brodskyi Zwick, 2006
- Asioreas devyatkovi Zwick, 2006
- Asioreas nivia (Brodsky, 1936)
- Asioreas tianshanica (Brodsky, 1930)
- Asioreas turkestanica Brodsky, 1972

## Systématique
Le nom valide complet (avec auteur) de ce taxon est Asioreas Brodsky, 1972.